# Cuparu, Dâmbovița
Cuparu este un sat în comuna Dragodana din județul Dâmbovița, Muntenia, România.
La sfârșitul secolului al XIX-lea, satul Cuparu era reședința unei comune formată din el și din satul Burduca, având în total 598 de locuitori. Ea făcea parte din plasa Cobia a județului Dâmbovița și în ea funcționau două biserici și o moară de apă.
În 1925, comuna Cuparu fusese desființată și inclusă în comuna Dragodana.